# Pásztor Edina
Pásztor Edina (Budapest, 1961. szeptember 1. –) Jászai Mari-díjas magyar színművésznő.

## Életpályája
Szülei Pásztor Sándor (mérnök-tanár) és Almási Edit (tanítónő). 1979-ben a Szerb Antal Gimnáziumban érettségizett, majd két évig tanult a Nemzet Színház stúdiójában. 1981-1985 között a Színház- és Filmművészeti Főiskola hallgatója volt. 1985-1991 között a veszprémi Petőfi Színház, 1991-1996 között a Pécsi Nemzeti Színház, 1996-2002 között a Miskolci Nemzeti Színház, 2002-2008 között a Nemzeti Színház tagja volt.

### Magánélete
Első férje Pogány György színész volt. Második férje Ditzendy Attila újságíró.

## Fontosabb színházi szerepei
- Estella (Krúdy: A vörös postakocsi)
- női címszerep (Bíró: A csábítás trükkje)
- Ánya (Csehov: Cseresnyéskert)
- Ljubisa (Jančar: A nagy briliáns valcer )
- Lámpás szellem (Presser-Sztevanovity: A padlás)
- Laura (Williams: Üvegfigurák)
- Lady Macbeth (Shakespeare: Macbeth)
- Malacka (Milne-Slade: Micimackó)
- Antigoné (Szophoklész: Antigoné)
- Sen Te Sui Ta (Brecht: A szecsuáni jóember)
- Adél (Molnár: Üvegcipő)

## Film és televíziós szerepei
- Az élet muzsikája – Kálmán Imre (1985)
- Jóban Rosszban (2005–2022)
- Pepe (2023)
- A mi kis falunk (2023)

## Díjai és elismerései
- Művészeti-díj (1987)
- Jászai Mari-díj (1991)
- Szendrő József-díj (1995)[6]